# Антонович, Платон Александрович
Плато́н Алекса́ндрович Антоно́вич (13 (25) ноября 1811, Черниговская губерния — 8 (20) декабря 1883, Керчь) — российский военачальник, генерал-лейтенант; Одесский градоначальник и Бессарабский губернатор; попечитель Киевского учебного округа.

## Биография
Родился 13 (25) ноября 1811 года в Кролевце (Черниговская губерния).
После окончания в 1828 году Новгород-Северской гимназии (с января 1827 года по выбору И. Ф. Тимковского он учился на стипендию, учреждённую Марфой Полуботковой ещё в 1808 году) один год занимался в Харьковском университете, затем перевёлся в Московский университет и в феврале 1833 года уже заканчивал его, но по обвинению в соучастии в Сунгуровском тайном обществе, был выслан на Кавказ — 21 февраля 1833 года зачислен рядовым в Апшеронский пехотный полк. Здесь, за отличие в делах против горцев, был произведён в унтер-офицеры (03.07.1837), затем — в прапорщики (26.05.1839) с определением правителем канцелярии начальника Черноморской береговой линии; находился на этой должности при четырёх начальниках (Раевском, Анрепе, Будберге и Серебрякове) — до назначения 24 апреля 1854 года помощником Керчь-Еникальского градоначальника. В это время он последовательно получил чины подпоручика (10.05.1840), поручика (16.05.1842), штабс-капитана (01.05.1843), майора (29.08.1848), подполковника (01.01.1851) и полковника (30.10.1855). С 25 апреля 1855 года исполнял обязанности Керчь-Еникальского градоначальника.
По окончании Восточной войны, Антонович состоял для поручений при Новороссийском генерал-губернаторе, занимался делами РОПиТ. В 1861 году, с производством 29 августа в генерал-майоры, был назначен градоначальником в Одессу, а два года спустя — Бессарабским губернатором.
В 1867 году, по предложению министра народного просвещения графа Д. А. Толстого, П. А. Антонович занял пост попечителя Киевского учебного округа и оставался на нём свыше 12 лет; 1 января 1870 года произведён в генерал-лейтенанты.
Умер в Керчи 8 (20) декабря 1883 года.
П. А. Антонович имел ордена Св. Анны 3-й степени с бантом (9 сентября 1842 г.), 2-й степени (16 декабря 1853 г., императорская корона к этому ордену пожалована 16 апреля 1857 г.), Св. Владимира 3-й степени (28 января 1860 г.), Св. Станислава 1-й степени (30 августа 1862 г.), Св. Анны 1-й степени (1 января 1865 г.), Св. Владимира 2-й степени (16 апреля 1867 г.), Белого Орла (1 января 1874 г.), Св. Александра Невского (1 января 1878 г.).
Имел также турецкий орден Меджидие 2-й степени. Почётный потомственный гражданин.